# Аль-Хор (футбольний клуб)
«Аль-Хор» (араб. نادي الخور الرياضي) — катарський футбольний клуб з однойменного міста, що виступає в «Лізі зірок», найсильнішому дивізіоні Катару. Свої домашні матчі клуб приймає на стадіоні «Аль-Хор», який вміщує 12 000 глядачів. Клубними кольорами клубу є білий і блакитний. Також  «Аль-Хор» має спортивні секції у багатьох інших видах спорту: футзалі, баскетболі, волейболі, гандболі, легкій атлетиці, настільному тенісі та плаванні.

## Історія
Клуб був заснований в 1951 році, проте офіційний статус отримав лише через 10 років. У 1962 році об'єднався з клубом «Аль-Джиль», а в 1964 році — з клубом «Нахді аль-Асвад». 10 червня 1965 року «Аль-Хор» приєднався до Футбольної асоціації Катару і отримав назву «Аль-Таавун». З 1961 року клуб мав форму в жовто-білих кольорах. Через три роки вони були замінені на синьо-білі. 
У 2004 році, за наказом Олімпійського комітету Катару, клуб перейменували в «Аль-Хор».

## Досягнення
- Чемпіонат Катару:

3 місце (2): 2000/01, 2004/05
- Кубок еміра Катару:

Фіналіст (2): 1979/80, 2005/06
- Кубок шейха Яссіма:

Володар (1): 2002
Фіналіст (3): 1999, 2000, 2009
- Кубок наслідного принца Катару

Володар (1): 2006
- Клубний кубок чемпіонів Перської затоки:

Фіналіст (1): 2012/13

## Відомі гравці
| - Еузебіуш Смолярек - Мухсін Іажур - Юссеф Россі | - Білл Чато - Мумуні Дагано - Рейнальд Педрос |

## Тренери
- Рене Сімоєш (2003)
- Ласло Белені (2012–2015)
- Жан Фернандес (2015–2017)
- Бернар Казоні (2018–2019)